# Farol de Aveiro
O Farol de Aveiro é o maior farol de Portugal. Fica localizado na praia da Barra, freguesia da Gafanha da Nazaré, concelho de Ílhavo, distrito de Aveiro.
Foi, à data da sua construção, o sexto maior do mundo em alvenaria de pedra, continuando a ser actualmente o segundo maior da Península Ibérica, estando incluído nos 26 maiores do mundo. Em 2018 foi o farol português mais procurado pelos visitantes.

## História
Foi construído no século XIX, mais propriamente entre os anos de 1885 e 1893, tendo sofrido grandes reparações em 1929. Este empreendimento custou ao Estado Português a quantia de 255,00€ (duzentos e cinquenta e cinco euros)(51000 escudos).
O projecto foi formulado em 1879 pelo engenheiro Paulo Benjamim Cabral, sendo a obra inicialmente dirigida pelo engenheiro Silvério Pereira da Silva, vindo a ser concluída pelo engenheiro Maria de Melo e Mattos. Entrou em funcionamento em 1893, sendo-lhe então instalado um aparelho lenticular de Fresnel de 1ª ordem, produzindo grupos de 4 relâmpagos. A fonte luminosa era a incandescência produzida pelo vapor de petróleo, fazendo-se a rotação da óptica fazia-se através de máquina de relojoaria.
Foi electrificado em 1936, sendo o aparelho óptico substituído em 1947 por outro idêntico, mas de 3ª ordem, pequeno modelo (375mm de distância focal).
Foi ligado à rede pública de distribuição de energia em 1950, sendo montado um elevador para acesso à torre em 1958.
Em 1987 fez parte da emissão filatélica e da exposição Faróis de Portugal, inaugurada na Torre de Belém, sendo mandada cunhar na altura uma moeda pela Direcção de Faróis. Na edição de Dezembro desse ano saiu na capa do Boletim da Associação Internacional de Sinalização Marítima.
Desde 1990 que o farol se encontra automatizado.

## Características
Portador do título de farol mais alto de Portugal, e segundo mais alto de Península Ibérica, ergue-se a 66 metros acima do nível do mar, com uma altura de 62 metros.
O farol é uma torre troncónica com faixas brancas e vermelhas e edifícios anexos. A fundação da torre é constituída por um maciço de betão de 6 metros de espessura e foi assente sobre estacas à altura das mais baixas águas. Nas alvenarias foram usados o grés vermelho de Eirol e alguns granitos.
O alcance luminoso actual, em condições normais de transparência atmosférica é de 23 milhas náuticas, cerca de 43 quilómetros.
A escadaria é composta por 271 degraus em pedra e em forma de caracol.

Praia da Barra e Farol, vista geral

## Informações
- Aberto ao público todas as quartas-feiras das 14H00 às 17H00[5] no horário de verão.
- Aberto ao público todas as quartas-feiras das 13H30 às 16H30  no horário de inverno.